# 4612 Greenstein
4612 Greenstein eller 1989 JG är en asteroid i huvudbältet som upptäcktes 2 maj 1989 av den amerikanske astronomen Eleanor F. Helin vid Palomar-observatoriet. Den är uppkallad efter den amerikanske astronomen Jesse L. Greenstein.
Asteroiden har en diameter på ungefär 7 kilometer.